# Badis badis
Badis (Badis badis) är en art av abborrartade fiskar som först beskrevs 1822 av den skotska iktyologen Francis Buchanan-Hamilton. Den ingår i  familjen Badidae. Inga underarter finns listade i Catalogue of Life.
Arten förekommer med flera från varandra skilda populationer i Pakistan, Indien, Nepal, Bhutan och Bangladesh. Den vistas i floder, insjöar, diken och träskmarker. Vattnets temperatur ligger mellan 23 och 26°C. Födan utgörs av kräftdjur, insekter och maskar.
Flera exemplar fångas och säljs som akvariefiskar. Hela populationen anses vara stor. Den Internationella naturvårdsunionen (IUCN) kategoriserar arten globalt som livskraftig.